# Kirby Company

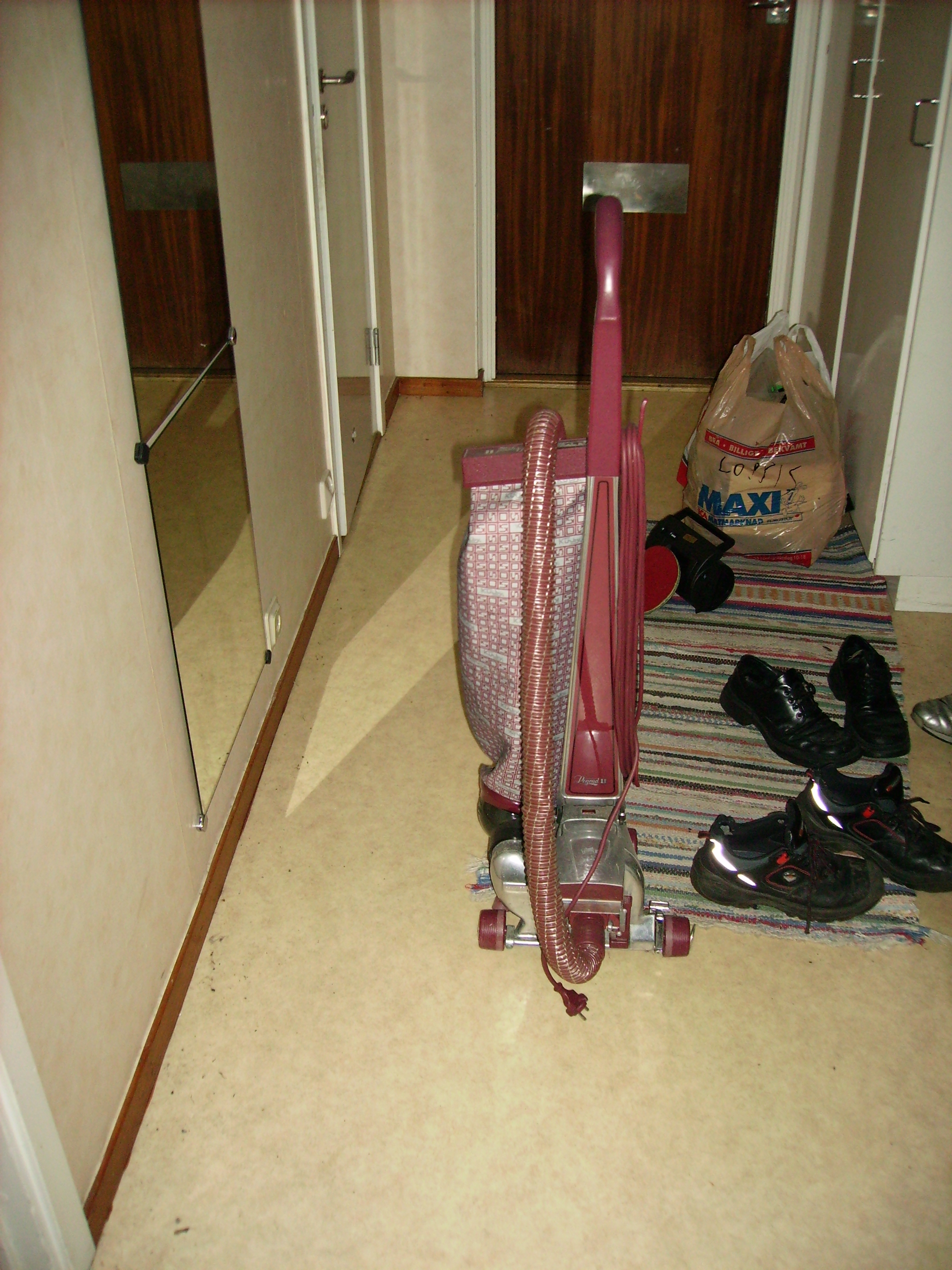
Legend II van Kirby uit 1990

Kirby Company is een Amerikaans bedrijf dat in 1914 is opgericht en stofzuigers produceert. De verkoop van nieuwe apparaten wordt sinds de jaren 20 van de 20e eeuw exclusief via demonstraties thuis gedaan. De stofzuigers zijn niet in de detailhandel verkrijgbaar.  

## Stofzuiger
De stofzuiger van Kirby wordt geleverd met een grote hoeveelheid accessoires. Het prijsniveau van dit product ligt zeer hoog, vergeleken met het aanbod stofzuigers van andere merken dat in de reguliere detailhandel verkrijgbaar is. De aanschafprijs ligt rond de 3000 euro.

## Demonstratie
Demonstraties worden soms georganiseerd door middel van een prijsvraag. De verkoper gaat eerst van deur tot deur om een paar ogenschijnlijk triviale vragen te stellen ("Hoe oud bent u?", "Doet u zelf het huishouden?", "Hoe belangrijk is een schoon huis voor u?"). Van de 250 uitslagen worden er 25 "uitgeloot" voor een demonstratie waarbij er thuis iets naar keuze wordt schoongemaakt. De demonstratie bestaat uit een vergelijking tussen de gebruikte stofzuiger thuis en het apparaat van Kirby. Hiertoe wordt het apparaat met een filter uitgerust waarop het opgezogen vuil goed te zien is. Dan worden een paar onderdelen van het huis gezogen, zoals een kastje, een stukje vloerbedekking en een harde vloer. Hierbij weet de Kirby aantoonbaar meer stof op te zuigen dan een gewone stofzuiger. Om de consument verder te overtuigen, wordt aan het eind de zogenaamde matrassentest gedaan: met een speciaal mondstuk dat tot 35 cm diep kan zuigen, wordt het bed gezogen dat vol met huisstofmijt en huidschilfers zit. Ook rond het bed wordt gezogen. Aan het eind van de demonstratie is door de colporteur duidelijk gemaakt dat de Kirby beter presteert dan een gewone stofzuiger.